# Junta de vecinos (serie de televisión)
Junta de vecinos es una serie de televisión peruana producida por ProTV Producciones y distribuida por Tondero para la cadena América Televisión. Producida y dirigida generalmente por Miguel Zuloaga junto a la directora de contenido Mariana Ramírez del Villar. La serie sigue la historia de los conflictos de los miembros de un edificio y sus vecinos.   
Protagonizada por la mexicana Cynthia Klitbo y la argentina Bárbara Torres. Junto a ellas están como actores de reparto estelar: Miguel Iza, Sergio Galliani, Karina Jordán, Juan Ignacio Di Marco, Priscila Espinoza, Bernardo Scerpella, Ximena Palomino, Andrés Wiese, Lilian Schiappa-Pietra, Fausto Molina y Micheille Soifer con los actores de apoyo Claudio Calmet, Almudena García y Fabián Alva. Para la segunda temporada, Patricia Alquinta, Andrea Luna, Patricia Barreto y Fiorella Rodríguez se unen al elenco principal de la serie, y con Camila Mac Lennan remplazando a Torres, como protagonista.  
La serie se estrenó el 13 de diciembre de 2021 en el horario estelar compartiendo horario con los últimos episodios de la serie De vuelta al barrio hasta su final el 17 de diciembre, pero meses antes del estreno de la serie, ya se había confirmado una segunda temporada que rápidamente se estrenó después del final de la primera temporada.

## Sinopsis
La actriz superestrella Genoveva de la Colina regresa de México a la casa de su infancia en Perú después de que un escándalo descarrilara su carrera artística. Al regresar, se reencuentra con el vecindario, incluidos rostros familiares, amores perdidos, nuevos amigos y nuevos enemigos.

## Argumento
La historia transcurre en el edificio Roma contando las historias de cada uno de sus residentes en donde encontraremos a Genoveva de la Colina (Cynthia Klitbo), una actriz peruana que emigró a México y logró convertirse en una de las actrices más cotizadas de todos los tiempos considerada por los medios como «la diva de la divas». Genoveva comete un terrible error y por ese «lamentable incidente» queda vetada del mercado latino. Después de muchos años se ve forzada a volver a la casa de sus padres ya fallecidos en Lima. Aquí se reencuentra con el amor de su vida Américo Collareta (Sergio Galliani), quien años atrás la dejó plantada en el altar. 
El edificio es custodiado por Pachuco Domínguez (Miguel Iza), un alegre, amiguero y adorable conserje, que es tan bonachón y solidario que es presa fácil de algunos vecinos. Sin embargo, su destino cambiará con la muerte del señor Víctor (Enrique Urrutia), quien le deja todo lo que tiene, incluido su departamento. Él se muda con su esposa Graciela «Chela» Chumacero (Bárbara Torres/Camila Mac Lennan) y su hijo Kevin (Bernardo Scerpella). A diferencia del generoso Pachuco, la guapa Chela es extremadamente tacaña y controladora. Siempre está creando algún negocio y reclamándole no tener el anhelo que ella tiene para salir adelante. Es así que diversos personajes irán apareciendo en la residencial en donde cada uno tiene vivencias distintas con los que tendrán que convivir.

## Reparto

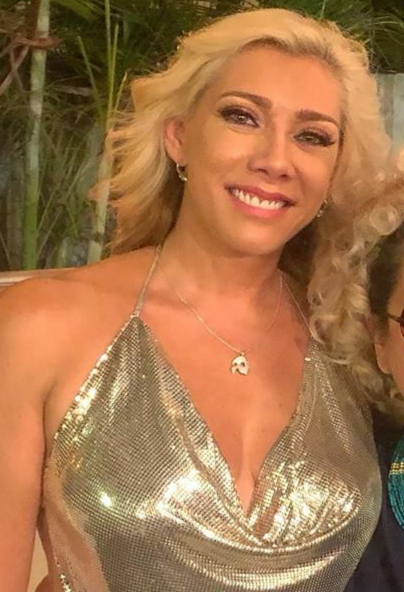
Cynthia Klitbo es Genoveva de la Colina
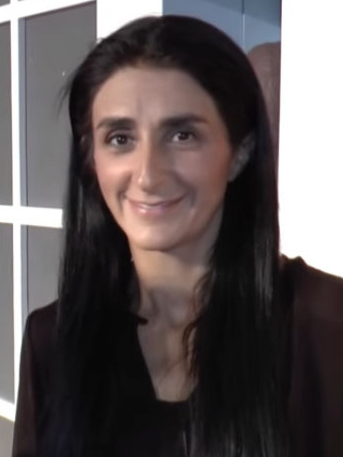
Bárbara Torres es Chela Chumacero
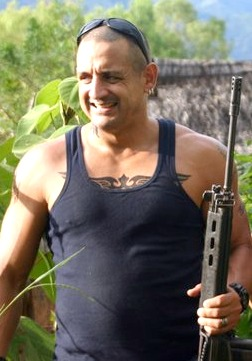
Sergio Galliani es Américo Collareta
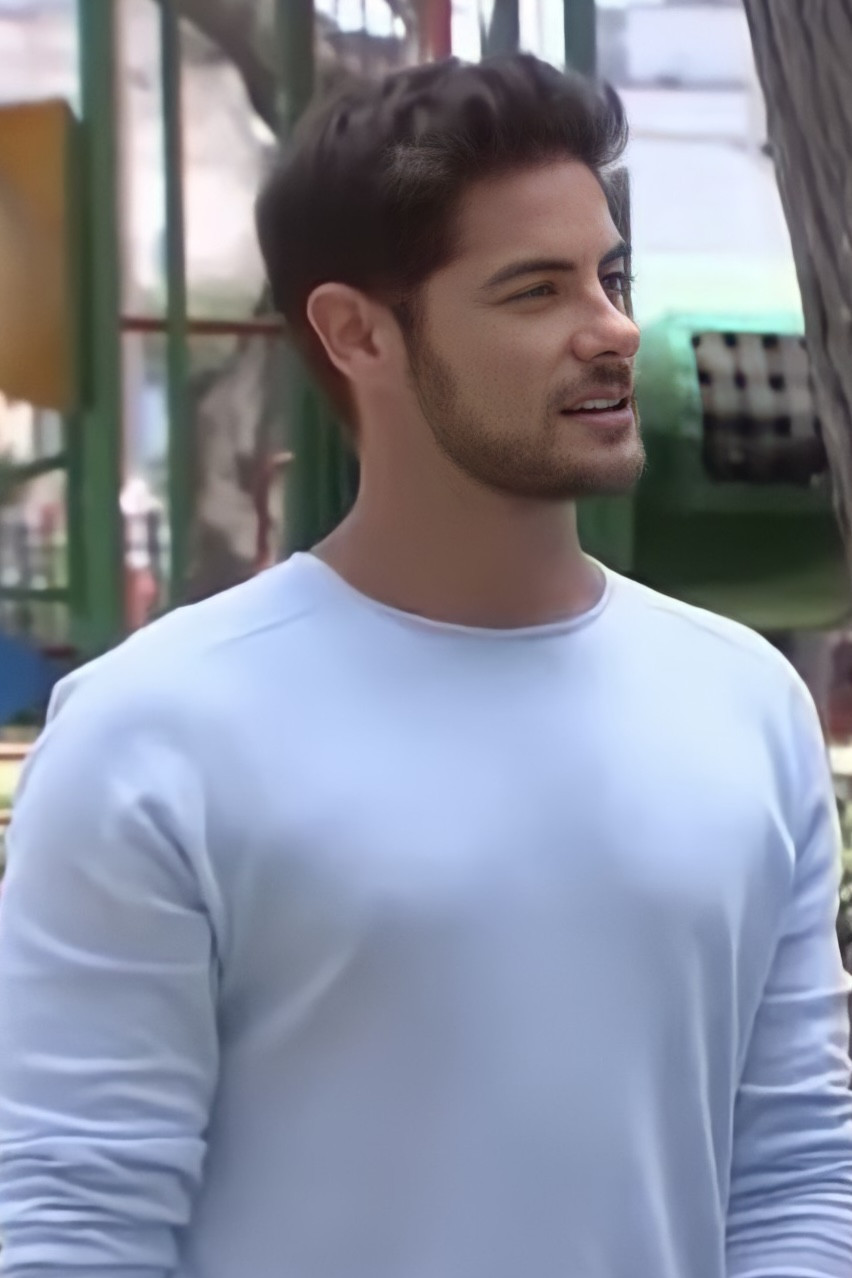
Andrés Wiese es Sebastián Morales
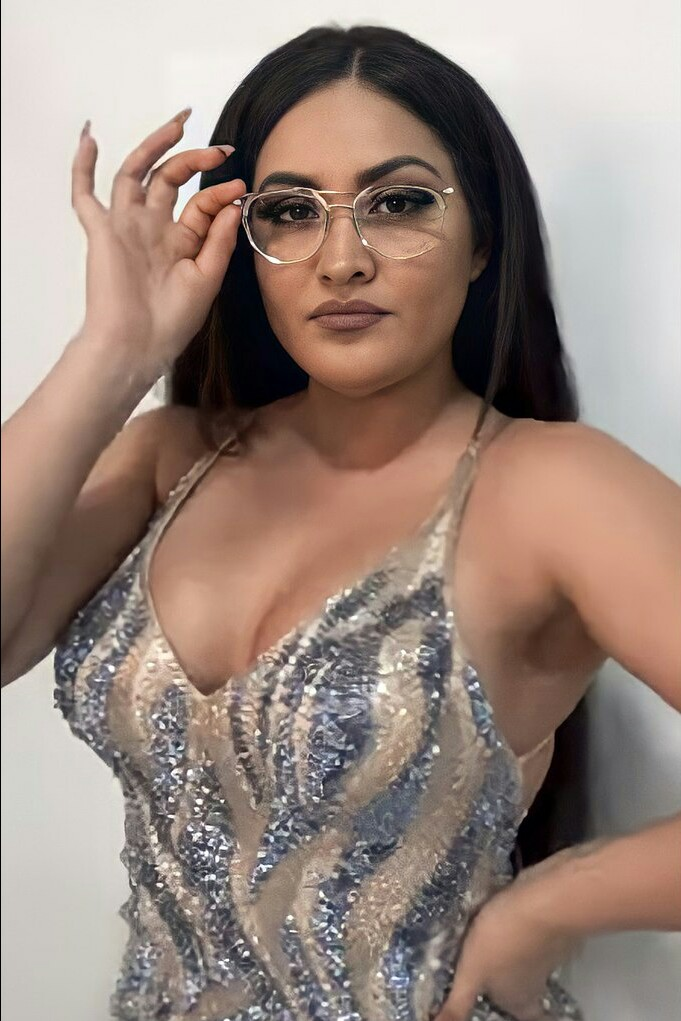
Micheille Soifer es Danitza Arévalo
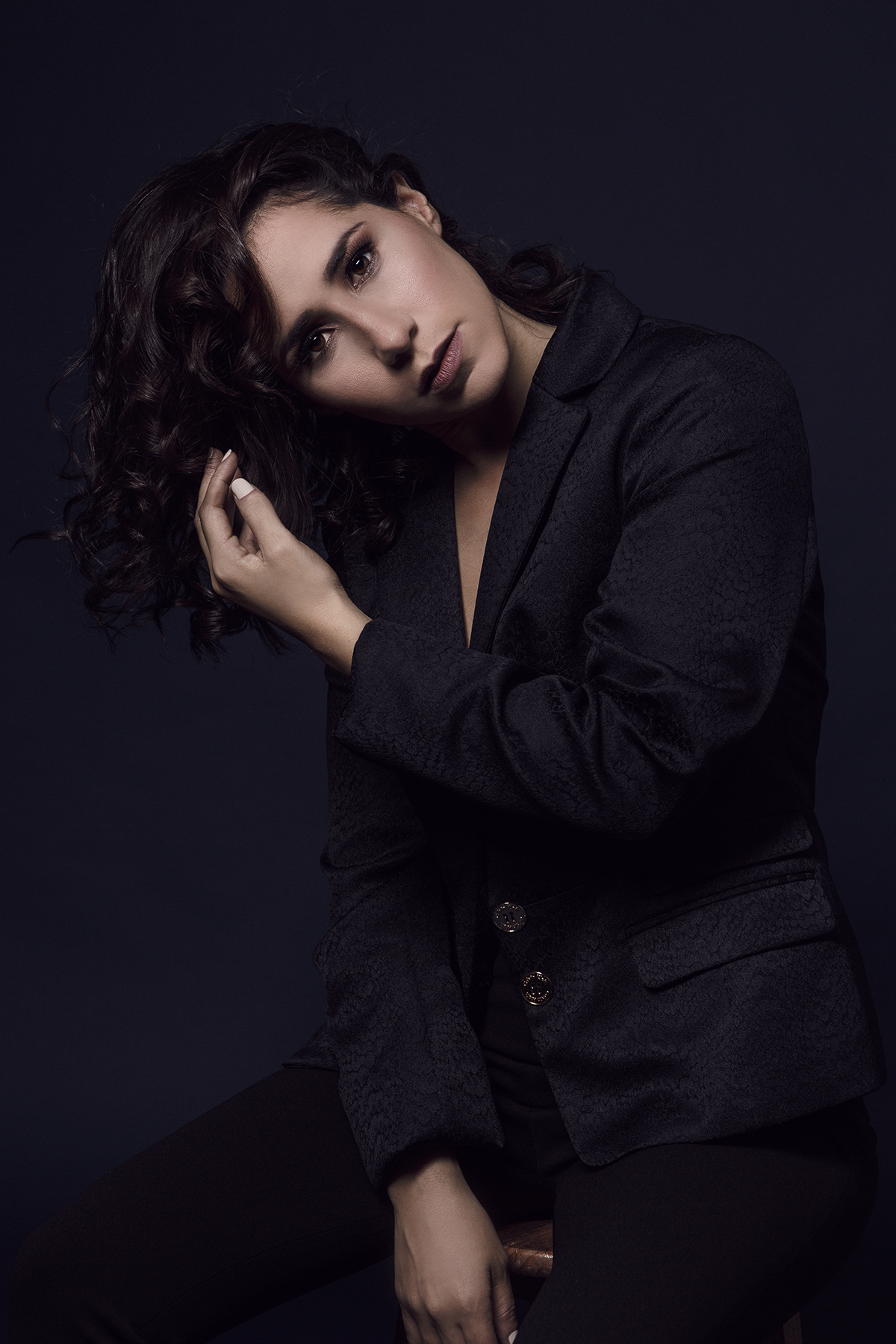
Patricia Barreto es Killa Poblete
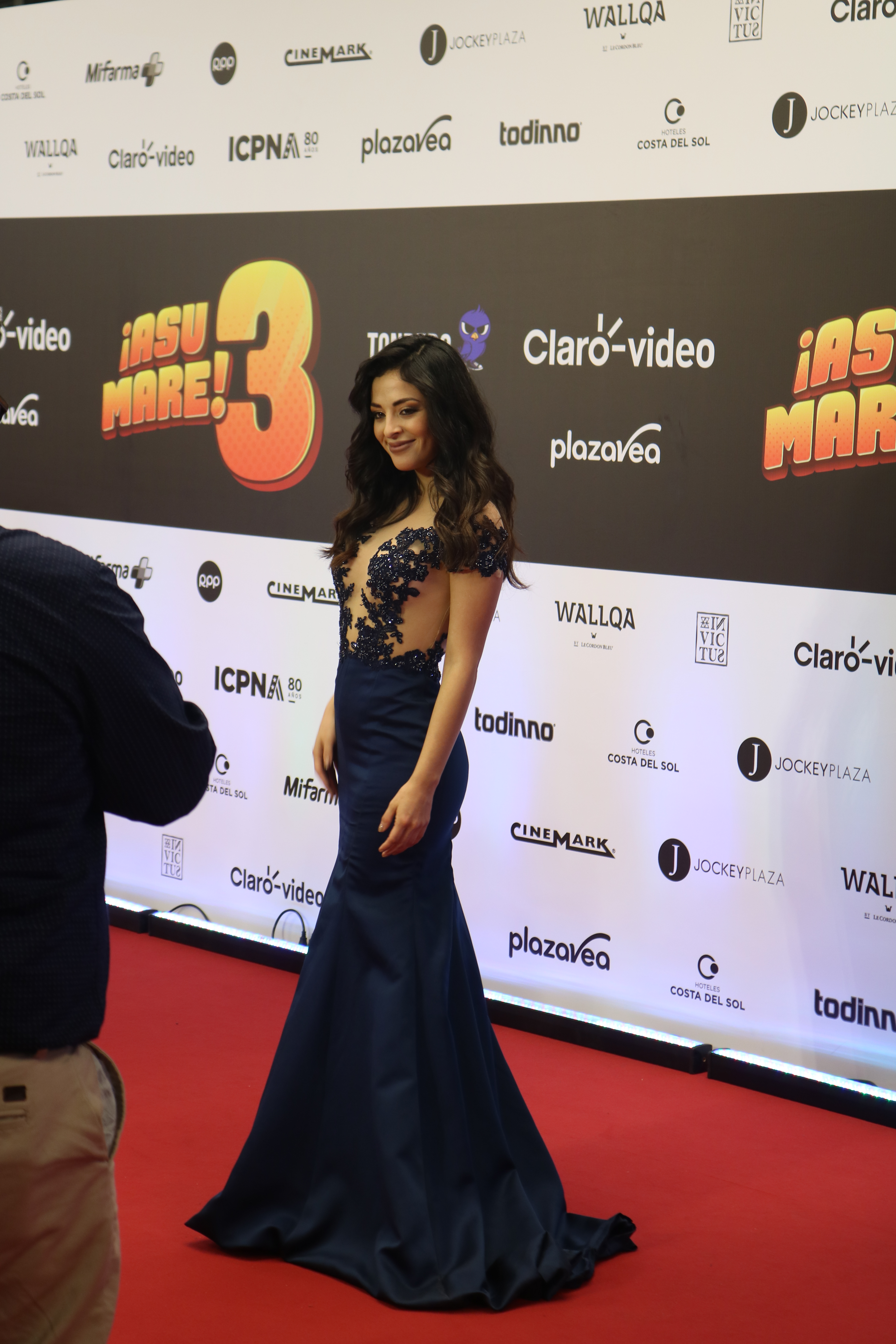
Andrea Luna es Valentina Santa María
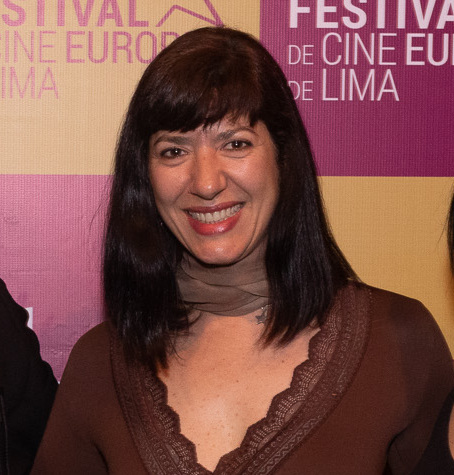
Camila Mac Lennan es Chela Chumacero

### Principales
- Cynthia Klitbo como Genoveva de la Colina (temporadas 1-2): Apodada «La diva de las divas». Es una exitosa actriz peruana con una actitud soberbia que por un incidente perdió todos sus trabajos de actuación.[8]
- Bárbara Torres (temporada 1)[a] y Camila Mac Lennan (temporada 2)[b] como Graciela «Chela» Chumacero Chavlín de Domínguez: Trabajadora de la peluquería de Genoveva. Esposa de Pachuco, madre de Kevin y madrina de Verónica. De actitud codiciosa. Finalmente fallece debido a múltiples picaduras de un enjambre de abejas.[9]
- Miguel Iza como Padinton «Pachuco» Domínguez (temporadas 1-2): Esposo de Chela y padre de Kevin que es el portero del edificio; gracias a su bondad recibe la herencia de Don Víctor.
- Sergio Galliani como Américo Collareta (temporadas 1-2): Encargado de la cafetería de Genoveva con quien tuvo un amorío en el pasado.
- Karina Jordán como Dra. Natalia Alarcón Tarareta (temporadas 1-2): Madre de Rodrigo y exesposa de Alonso. Tiene una actitud bondadosa.
- Juan Ignacio Di Marco como Benjamín Pereira (temporadas 1-2): Un joven director de cine que salva a Rodrigo de un robo y se enamora de Natalia. Él acaba viviendo con Verónica y Lucía y demuestra tener un oscuro secreto.
- Priscila Espinoza como Micaela Morales de la Colina (temporadas 1-2): Sobrina de Genoveva y hermana de Sebastián que por problemas económicos de sus padres se tiene que mudar con su tía.
- Bernardo Scerpella como Kevin Domínguez Chumacero (temporadas 1-2): Hijo de Chela y Pachuco que presenta una extraña condición mental denominada asperger.
- Ximena Palomino como Lucía Fernández / Lucía Domínguez Fernández / Lucía Collareta Fernández (temporadas 1-2): Una joven que se muda con Verónica y Benjamín, tiene percances con Sebastián y es la hija oculta de Pachuco, aunque inicialmente cree que es la hija de Américo.
- Andrés Wiese como Sebastián Morales de la Colina / Lulu Rivar (temporadas 1-2): Sobrino de Genoveva y hermano de Micaela que por problemas económicos de sus padres se tiene que mudar con su tía.[10]
- Lilian Schiappa-Pietra como Verónica Teodora Arriola Monje (temporadas 1-2): Amiga de Jota y cacera de Benjamín y Lucía.
- Fausto Molina como Juan José Lizardo «Jota» Concha Chamiz (temporadas 1-2): Ayudante de Genoveva y mejor amigo de Verónica.
- Micheille Soifer como Danitza Arévalo (temporada 1): Trabajadora de la peluquería de Genoveva e interés amoroso de Sebastián.[c][11]
- Tula Rodríguez como Jazmín Candela (temporada 1): Prima de Azucena. Es la nueva vecina de la que Pachuco se enamora.[d][12]
- Mariella Zanetti como Azucena Candela Candela (temporada 1): Prima de Jazmín. Es la nueva vecina que se enamora de Américo.[e]
- Claudio Calmet como Alonso Martínez (temporadas 1-2): Padre de Rodrigo y exesposo de Natalia.
- Patricia Alquinta como Frida María Tarareta (temporada 2): Madre de Natalia y abuela de Rodrigo. Está enamorada de Pachuco.[f]
- Andrea Luna como Valentina Santa María (temporada 2): Nueva enamorada de Sebastián.[g]
- Luis Baca como Franco Gallardo (temporadas 1-2): Trabajador de Américo que se enamora de Lucía.[h]
- Patricia Barreto como Killa Poblete (temporadas 1-2): Nieta de Don Víctor y nuevo interés amoroso de Kevin.[i]
- Emanuel Soriano como Luis «Lucho» Gustavo (temporadas 1-2): Saliente de Jota.[j]
- Óscar Meza como Amaru (temporada 2): Amigo y nuevo interés amoroso de Micaela.[k]
- Juan Vidal como Dr. Elías Gamero (temporada 2): Jefe de Natalia e interés amoroso de Genoveva.[l]
- Almudena García como Martina Collareta (temporadas 1-2): Hija de Américo y mejor amiga de Rodrigo.
- Fabián Alva como Rodrigo Martínez Alarcón (temporadas 1-2): Hijo de Natalia y Alonso que fue salvado de un robo por Benjamín.

### Recurrentes e invitados especiales

#### Introducidos en la primera temporada
- Enrique Urrutia como Don Víctor: Fallecido dueño del edificio.
- Marcela Luna como Enriqueta Bustios: Nueva vecina.
- Marcela Urizar como Mamá de Bandido.
- Ingrid Altamirano como Adriana: Exenamorada de Sebastián.
- Alicia Mercado como Zara: Prometida de Gustavo.
- Celeste Mori como «La vecina loca».
- Lilian Nieto como Bernarda Monje: Madre de Verónica.
- Sergio Paris como Leonardo Pereira: Padre de Benjamín.
- Gloria Klein como Mucama.
- Elisa Klitbo como Grecia: Actriz que quiere interpretar a Genoveva en su película biográfica. Posteriormente, se revela que tiene un trastorno mental debido a la muerte de su padre en su infancia por lo que se obsesiona con Benjamín y ataca a Natalia.
- Naima Luna como Katiuska Arévalo Arellani: Hija de Danitza.
- Alexandra Barandiarán como Ivana: Asistenta de Genoveva.
- Luciana Arispe como Xiomara: Asistenta de Genoveva.
- Eliana Fry como Noemí Isabel Vargas Trujillo / Zoila Beatriz Gamarra Torrejón: Asistenta de Genoveva que se obsesiona con ella.
- Alejandro Pérez como Antonio: Amigo de Sebastián que busca venganza contra éste.
- Ítalo Maldonado como Fernando: Amigo de Micaela que se enamora de ella.
- José Dammert como Lázaro «Lazarus»: Amigo de Genoveva y posteriormente también de Chela.
- Gabriel Calvo como Dr. Javier: Compañero de Natalia.
- Anthony Aranda como Micky Flow: Reguetonero y exenamorado de Danitza.[13]
- Amaranta Kun como Ximena Galindo: Exenamorada de Sebastián que buscó reconquistarlo.[14]
- Patricia Frayssinet como Cayetana Vda. de Martínez: Madre de Alonso.
- Marisol Benavides como Claudia Bustamante: Productora de un programa de TV llamado Noche Sin Censura e interés amoroso del pasado de Sebastián la cual quiere recuperar su amor a cualquier precio.
- Mariano Sábato como Armando Guerra: Actor, galán de telenovelas y compañero de Genoveva.
- Daniela Sarfati como Almendra Almenara: Actriz, protagonista de telenovelas y rival de Genoveva.
- Yahaira Plasencia como Ella misma: Chica famosa que le baila a Sebastián en el programa Noche Sin Censura.
- Cristián Covarrubias como Héctor Pereira: Primo de Benjamín.
- Ximena Galiano como Florencia: Enamorada temporal de Kevin.
- Roni Ramírez como Houston Domínguez: Hermano menor de Pachuco y enamorado temporal de Verónica.
- Carla Arriola como Ivonne: Modelo que se interesa brevemente en Sebastián pero tras ser rechazada decide vengarse de él convirtiéndose en aliada de Claudia.[15]

#### Introducidos en la segunda temporada
- Paco Varela como Calixto Santa María: Padre de Valentina.
- Filippo Storino como Salvatore Collareta: Sobrino de Américo e interés amoroso de Lucía y Micaela con quienes juega sentimentalmente.[16]
- Fiorella Rodríguez como Nazira: Vidente y nueva vecina.
- Thalía Estabridis como Luz Clarita: Asistenta de Calixto y productora del programa televisivo de Sebastián.
- Jimena Lindo como Zazá: Madre de Killa y exconvicta por delitos de robo.
- Juan Pablo Velásquez como Ezequiel: Hijo del jefe de Killa.
- Pedro Olórtegui como Dr. Mispireta: Jefe de Natalia.
- Katerina D'Onofrio como Ana María «Carmina» de la Colina: Hermana de Genoveva y madre de Micaela y Sebastián.
- Nicolás Osorio como Charlie: Exenamorado de Lucía quien busca reconquistarla por lo que inventa varias mentiras para deshacerse de Sebastián.[17]
- Braulio Chappell como Ramiro: Exesposo de Emilia a quien maltrata y humilla con frecuencia.
- Vania Torres como Emilia: Exenamorada de Sebastián a quien le pide ayuda para librarse de su esposo agresor.
- Homero Cristalli
- Asael Asaf
- Roberto Ruíz
- Chris Mur como Daniel: Interés amoroso de Jota.[18]
- Tito Vega como Isidro: Pretendiente de Carmina.

## Temporadas
| Temporada | Temporada | Episodios | Episodios | Emisión original        | Emisión original    |
| Temporada | Temporada | Episodios | Episodios | Primera emisión         | Última emisión      |
| --------- | --------- | --------- | --------- | ----------------------- | ------------------- |
|           | 1         | 69        | 69        | 13 de diciembre de 2021 | 17 de marzo de 2022 |
|           | 2         | 64        | 64        | 18 de marzo de 2022     | 21 de junio de 2022 |

## Banda sonora
- «Junta de vecinos» – Tommy Portugal, Diego Dibós y Chino Sabogal
- «Así son las cosas del amor» – Priscila Espinoza y Nano Morris
- «Me tortura» – Ximena Palomino
- «Ella no está» – Álvaro Rod
- «Hasta que me quieras» – Luis Baca y Estrella Torres
- «Cae el telón» – Mayra Goñi
- «Te confieso» – Luis Baca y Ximena Palomino
- «Así son las cosas del amor» – Priscila Espinoza y Nico Strauss
- «Ternura» – Rafael Lévano
- «Lo pedí al destino/Chica explosión» – Estrella Torres / Marcela Luna
- «La peinadora» – Chino Sabogal
- «Si piensas mal» – Sandra Muente
- «Cómo sucedió» – Luis Baca y Priscila Espinoza
- «Festejo» – Priscila Espinoza
- «Cafecito» – La ciencia de Juancho Valencia
- «No razona» – Alca2bleA
- «Tu calor» – Montañera y Pablo Fuentes Caycedo
- «Quiero saber» – Orquesta Bembé

## Producción

### Casting

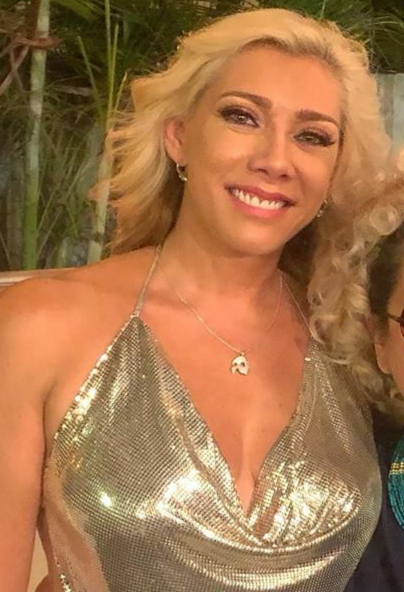
Cynthia Klitbo da vida a Genoveva de la Colina, protagonista de la serie.

Cynthia Klitbo, Bárbara Torres, Tula Rodríguez, Andrés Wiese, Priscila Espinoza, Bernando Scerpella, Sergio Galliani, Miguel Iza, Karina Jordán, Luis Baca, Juan Ignacio Di Marco, Ximena Palomino, Fausto Molina, Lilian Schiappa y Micheille Soifer son los actores que fueron confirmados en el anuncio de la serie. Los actores Lilian Schiappa-Pietra y Claudio Calmet fueron anunciados en diciembre de 2020. El elenco se completo con los jóvenes actores Almudena García y Fabián Alva. Scerpella interpreta a Kevin, hijo del personaje de Torres, además de un joven con el trastorno del espectro autista, siendo uno de los primeros personajes con este trastorno en la televisión peruana. Aunque Baca fue anunciado entre el elenco principal, se unió tarde a la serie dando vida a Franco quien es un nuevo interés amoroso del personaje de Palomino y luego del personaje de Espinoza. Soifer, quien había regresado a la actuación con la serie,   hizo su última aparición en el episodio 31. Rodríguez también se unió tarde, apareciendo recién en el episodio 34 y dejando la serie en el episodio 43 con el personaje de Jazmín. Con Rodríguez, Mariella Zanetti apareció como su prima y duró lo mismo que Rodríguez en el programa. Junto a ellas, la cantante Yahaira Plasencia hizo una aparición de invitada especial en la serie. El actor Emanuel Soriano se unió a la serie en el episodio 53 como Gustavo, un interés amoroso del personaje de Molina con quien tuvo el primer beso homosexual de la televisión peruana. La actriz Patricia Barreto quien ya había sido confirmada con meses de anticipación, hizo su debut en la serie en el episodio número 68. Barreto describió a su personaje de Killa como «una ajedrecista que le encanta el trapecio y vive en las nubes».
Para el episodio 69 de la serie, la actriz argentina Torres fue remplazada por la peruana Camila Mac Lennan en el papel de Chela.  Según Daniela Odar escribiendo para el diario La República, Torres dejó la serie para grabar la producción mexicana Risas y canciones en donde repetiría su papel de Excelsa de la sitcom La familia P. Luche. Miguel Zuloaga, productor de la serie dio un comunicado en sus redes sociales despidiendo a Torres y dándole la bienvenida a Mac Lennan en el papel de Chela. La salida de Torres tuvo un impacto negativo en algunos de los fanáticos quienes dijeron que dejarían de ver la serie si no volvía la actriz. En el mismo episodio, la actriz Patricia Alquinta se unió a la serie como madre del personaje de Jordán que fue descrita como «una abuela coqueta». La actriz ya estaba confirmada para la temporada meses antes, y al estrenarse la serie, Alquinta se alegró por su gran número de audiencia. Junto a Alquinta, la actriz Andrea Luna se unió a la serie como el nuevo interés amoroso del personaje de Wiese, Valentina. Luna también había sido confirmada con anticipación, aunque muchos de la audiencia se sorprendieron del nuevo papel de Luna con Wiese tras la controversia que se había hecho luego de su "ampay" en agosto de 2021 por el programa de espectáculos Magaly TV, la firme.